# Art of Dying
Gli Art of Dying sono un gruppo alternative rock canadese.

## Storia
La band è stata fondata nel 2005 dal cantante Jonny Hetherington e dal chitarrista Greg Bradley.
Il 1º dicembre 2009 la band firma un contratto con la Intoxication/Reprise Records, fondata da due membri dei Disturbed, David Draiman e Dan Donegan. L'album Vices and Virtues, prodotto da Howard Benson e mixato da Chris Lord-Agle, è stato pubblicato il 22 marzo 2011.
La band ha intrapreso un lungo tour per supportare l'album appena pubblicato. Ha inoltre preso parte a molti dei principali festival musicali della scena statunitense: il 1º e il 2º Avalanche Tour nel 2011 e nel 2012, con headliner rispettivamente Stone Sour e Shinedown. Hanno preso parte anche al Rockstar's 2011 Uproar Festival, capeggiato dagli Avenged Sevenfold.
Il 24 aprile 2012 esce il terzo album della band, Let the Fire Burn. L'album è interamente acustico e compaiono le versioni acustiche di Completely e Get Thru This.
Il 30 settembre 2014, il gruppo firma un contratto discografico con la Eleven Seven Music. Nello stesso giorno, il gruppo annuncia che il quarto album in studio, prodotto da David Bendeth, verrà pubblicato all'inizio del 2015.
Nel febbraio 2015, il chitarrista Greg Bradley esce dal gruppo. Il 5 marzo 2015 il gruppo pubblica il videoclip per il brano Rise Up, che anticipa il quarto album in studio del gruppo la cui pubblicazione è prevista per l'estate 2015. Pochi giorni dopo, il gruppo pubblica l'EP Rise Up, contenente, oltre al brano omonimo, quattro brani inediti.
L'11 dicembre 2015 il gruppo pubblica l'album Rise Up.
Il 2 settembre 2016 viene pubblicato l'EP Nevermore.

## Formazione
- Jonny Hetherington – voce (2005-presente)
- Tavis Stanley – chitarra, cori (2008-presente)
- Cale Gontier – basso, cori (2008-presente)
- Cody Watkins – batteria, cori (2016-presente)

Ex componenti
- Jeff Brown – batteria (2008-2016)
- Chris Witoski – chitarra ritmica (2005-2008)
- Matt Rhode – basso (2005-2008)
- Flavio Cirillo – batteria (2005-2008)
- Greg Bradley – chitarra solista (2005-2015)

## Discografia

### Album in studio
- 2007 – Art of Dying
- 2011 – Vices and Virtues
- 2015 – Rise Up
- 2019 – Armageddon

### Raccolte
- 2012 – Let the Fire Burn

### EP
- 2015 – Rise Up
- 2016 – Nevermore

### Singoli
| Anno | Canzone          | Posizione massima | Posizione massima | Posizione massima | Album             |
| Anno | Canzone          | US Alternative    | US Mainstream     | US Rock           | Album             |
| ---- | ---------------- | ----------------- | ----------------- | ----------------- | ----------------- |
| 2007 | Get Through This | —                 | —                 | —                 | Art of Dying      |
| 2011 | Die Trying       | 40                | 6                 | 21                | Vices and Virtues |
| 2011 | Get Thru This    | —                 | 18                | 34                | Vices and Virtues |
| 2012 | Sorry            | —                 | 15                | 37                | Vices and Virtues |
| 2015 | Rise Up          | —                 | —                 | —                 | Rise Up           |